# Ouk Chanthan
Ouk Chanthan, född 11 mars 1974, är en friidrottare från Kambodja. Hon deltog vid olympiska sommarspelen 1996 och olympiska sommarspelen 2000.